# Pfarrkirche Bildein

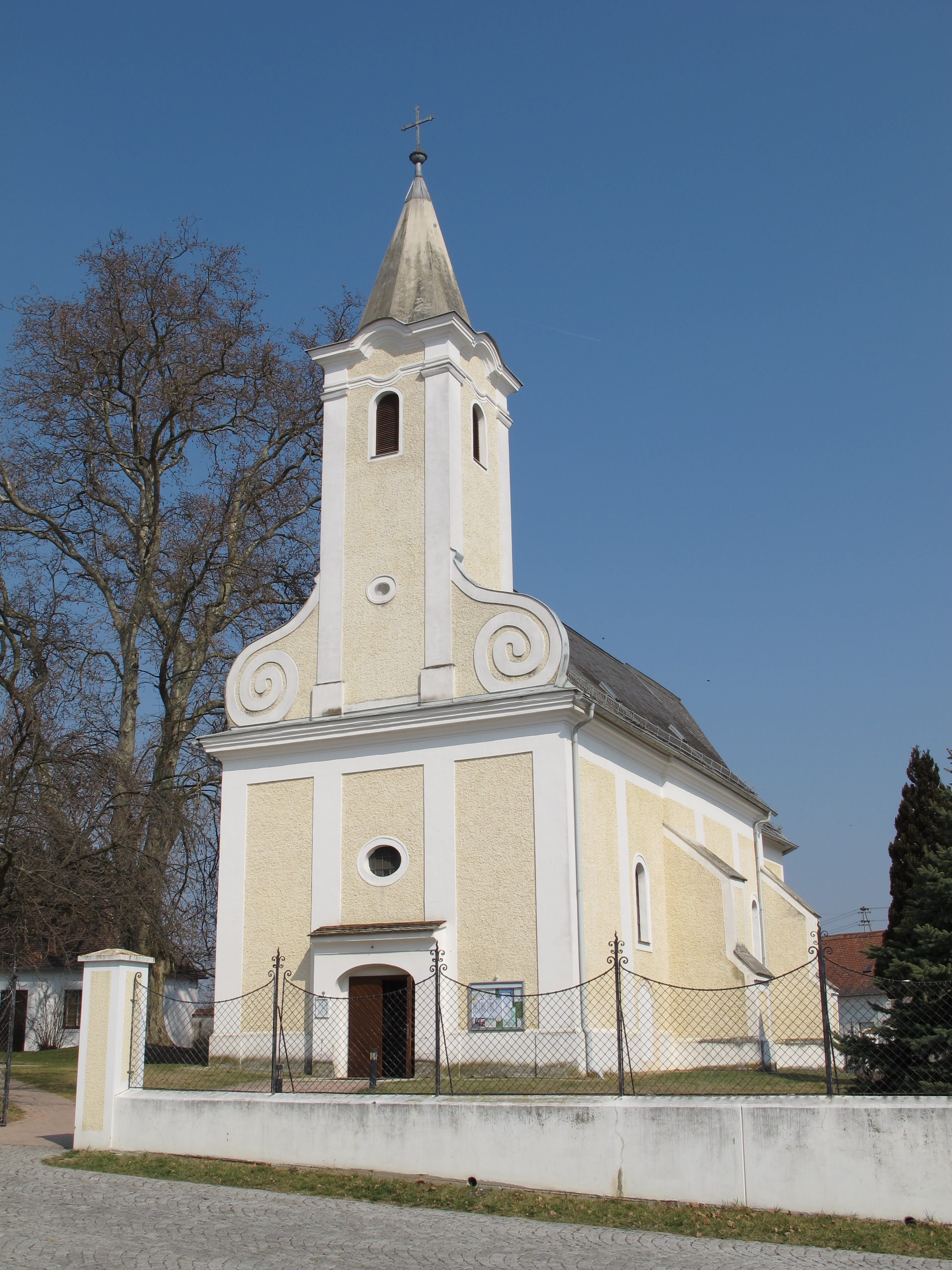
Kath. Pfarrkirche hl. Veit in Unterbildein

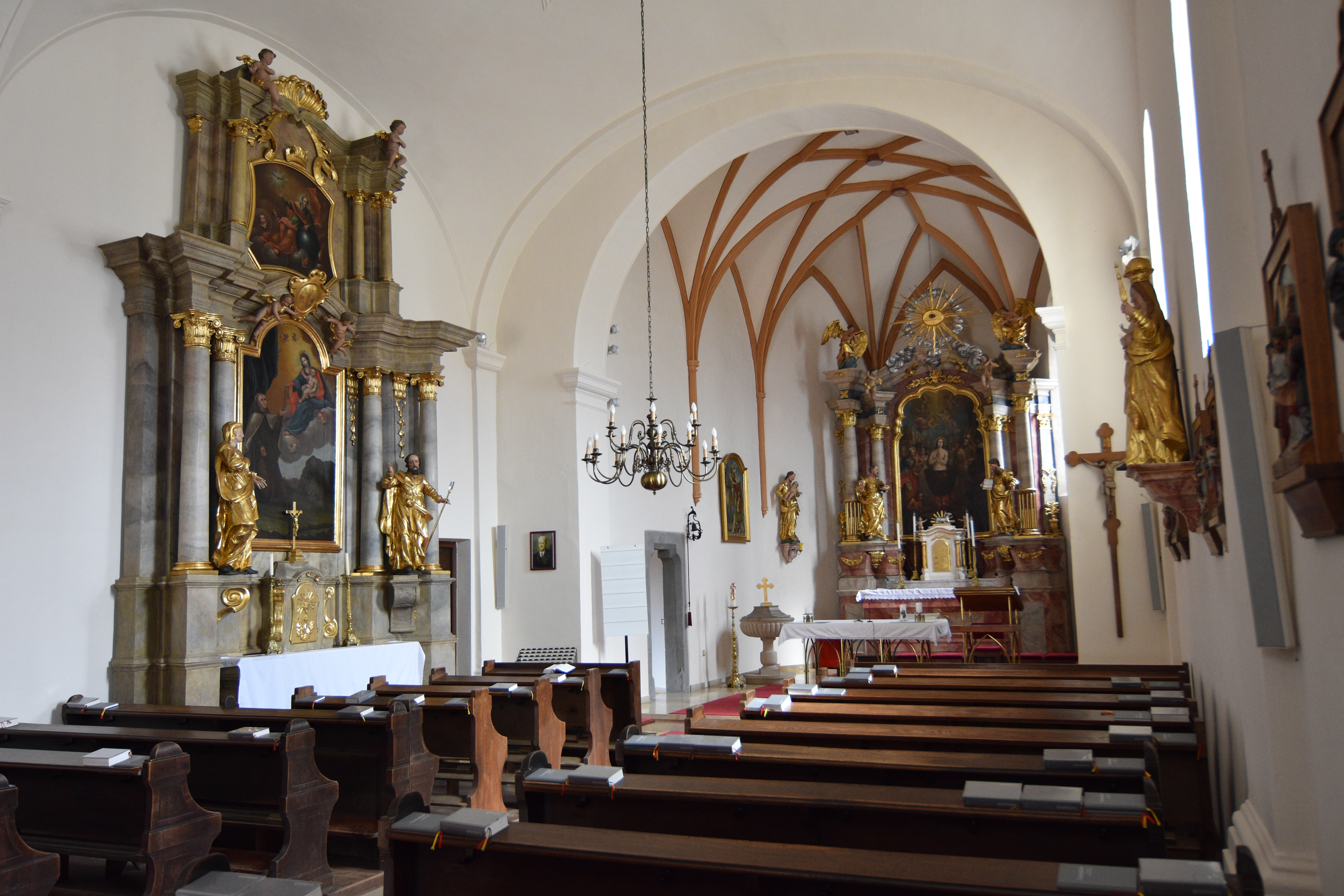
Der Innenraum der Kirche

Die römisch-katholische Pfarrkirche Bildein steht an der nordöstlichen Ecke des Angers der Ortschaft Unterbildein in der Gemeinde Bildein (Ungarisch: „Beled“) im Bezirk Güssing im Burgenland. Sie ist dem heiligen Vitus gewidmet und gehört zum Dekanat Güssing in der Diözese Eisenstadt. Das Kirchengebäude steht unter Denkmalschutz.

## Geschichte
Bereits im Mittelalter existierte eine Pfarre in Bildein. Das heutige barocke Kirchenschiff, der Westturm und der Volutengiebel wurden 1745 erbaut. 1958 erfolgte eine Außenrestaurierung, eine weitere Restaurierung erfolgte 1968.

## Architektur
Die Kirche ist ein bemerkenswerter Bau, der den gotischen Kirchen von Eberau und Gaas ähnelt. Der eingezogene 5/8-Chor ist spätgotisch und wurde um 1500 erbaut. Das Kirchenschiff sowie der westliche Fassadenturm sind barock. Über dem zweijochigen Kirchenschiff und dem halben Emporenjoch befindet sich ein quadratisches Platzlgewölbe zwischen Gurten, die auf flachen Pilastern ruhen. Die dreiachsige Empore hat eine vorgebauchte Brüstung. Die Stuckdekoration ist barock. Ein rundbogiger Triumphbogen trennt das Kirchenschiff vom Chor. Über dem Chorjoch und der Apsis ist ein feines Netzrippengewölbe mit doppelkehligen Rippen. Das Chorgewölbe krönt ein Wappenschlussstein sowie zwei Scheibenschlusssteine. Die achteckigen Dienste lagern auf kegelförmigen Konsolen. Es gibt zwei Maßwerkfenster und eine spätgotische Sakristeitür unter einem Kragbogensturz.

## Ausstattung
Die Einrichtung ist hochbarock. Der Hochaltar stammt aus der Mitte des 18. Jahrhunderts. Das Altarbild ist ein Ölbild und zeigt das Martyrium des heiligen Vitus. Es wurde von einem gewissen Frater Johannes gemalt. Seitlich stehen zwischen Säulen Figuren der Heiligen Petrus und Paulus. Links und rechts an der Wand stehen auf Konsolen Statuen der Heiligen Josef und Johannes Nepomuk. Der linke Seitenaltar besteht aus einem zweigeschoßigen Säulenaufbau. Das Altarbild zeigt den heiligen Dominikus vor der Madonna. Das Aufsatzbild zeigt Gottvater. Seitlich stehen zwei Holzskulpturen der Heiligen Joachim und Anna. Die Kanzel ist einfach gestaltet. Weiters gibt es am linken Triumphbogenpfeiler eine Madonna, eine Holzskulptur vom Ende des 17. Jahrhunderts. Möglicherweise war sie eine Säulenmadonna.